# 5003 Silvanominuto
5003 Silvanominuto è un asteroide della fascia principale. Scoperto nel 1988, presenta un'orbita caratterizzata da un semiasse maggiore pari a 2,2521087 UA e da un'eccentricità di 0,0909669, inclinata di 1,84892° rispetto all'eclittica.
L'asteroide è dedicato all'astronomo italiano Silvano Minuto, uno dei fondatori dell'Osservatorio astronomico di Suno.